# Kilimán
Kilimán is een plaats (község) en gemeente in het Hongaarse comitaat Zala. Kilimán telt 289 inwoners (2001).